# Lopa, Kanin
Lopa (italijansko Monte Leupa) je 2.406 m visoka gora v zahodnem delu Julijskih Alp, na italijansko-slovenski meji. Nahaja se v osrednjem delu skupine Kanina severovzhodno od Prevale - od nje ga ločuje škrbina in vmesni greben Golovca - Vršičev pod Lopo (2.285 m). Proti vzhodu se od Lope nadaljuje greben Konjskih polic, Grdega in Hudega Vršiča, kjer se zaključuje na globoki škrbini. Na severno italijansko stran pada z vršnega grebena široko ostenje, medtem ko na jug prepada s strmimi travnatimi in skalnatimi pragovi na melišče nad dolino Krnice. Normalni pristop na vrh Lope poteka z vzhodno ležeče škrbine po nezavarovani stezi, označeni z možici.